# فلترینی
فلترینی (انگلیسی: Feltrinelli) شرکت انتشارات ایتالیایی است، که در سال ۱۹۵۴ تأسیس شد.